# Robert Boyle
Robert Boyle (Írország, Lismore, 1627. január 25. – London, 1691. december 31.) angol-ír fizikus és kémikus, a modern kémia előfutára. 1680-tól a londoni Királyi Természettudományos Társaság (Royal Society) elnöke.

## Élete

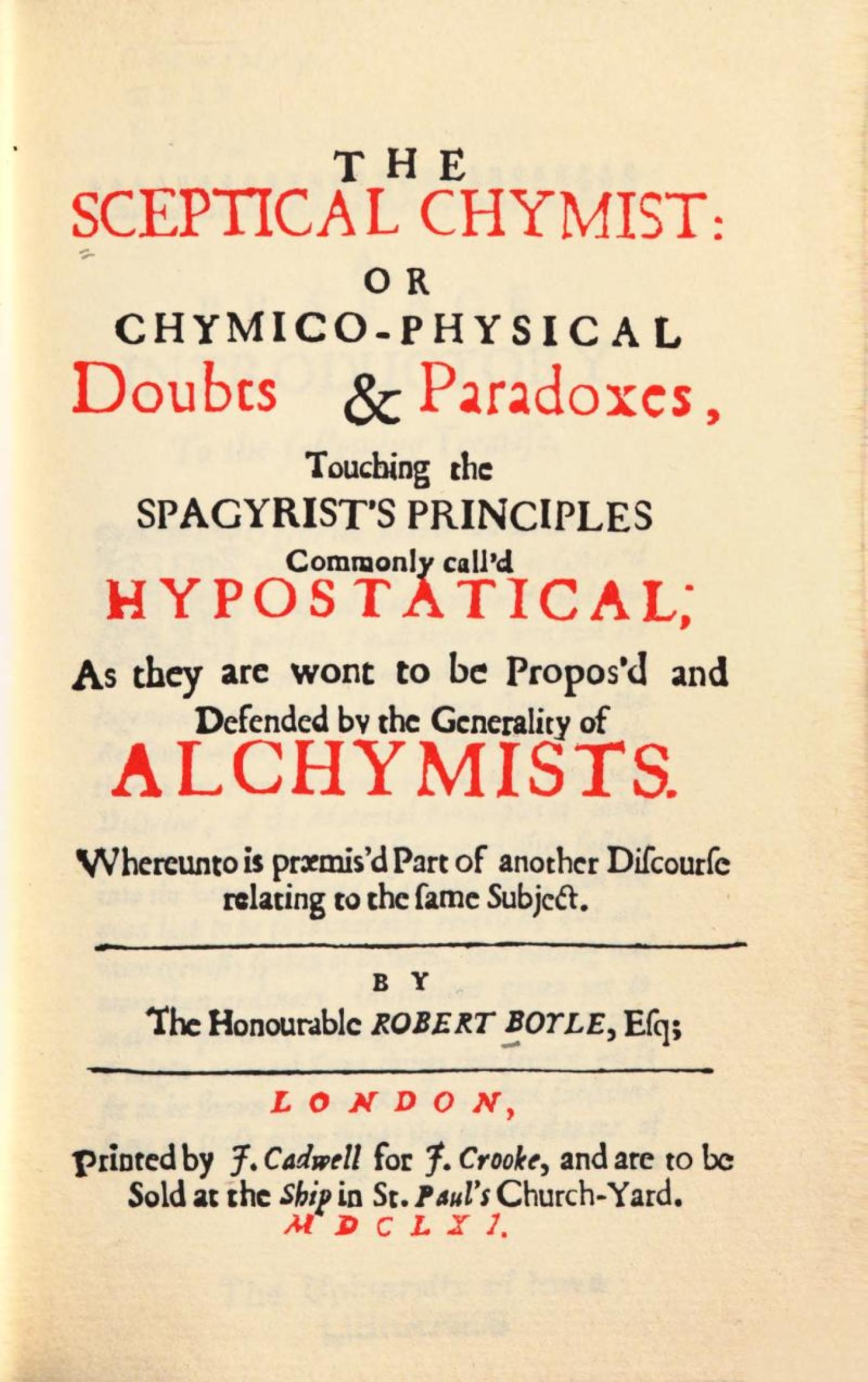
A kételkedő kémikus címlapja (1661)

Boyle egy sokgyermekes családban látta meg a napvilágot, apja, Richard Boyle (Cork első lordja) hetedik fiaként. Ez a polgárháborút kivéve tisztes megélhetést biztosított számára. Ifjúként egy tanítóval éveken át több európai országban is járt. Éppen Firenzében tartózkodott, amikor Galilei meghalt. Az ezzel kapcsolatos felhajtás felkeltette kíváncsiságát, és elkezdett Galileit és Galileiről olvasni. Ezen olvasmányok hatására kötelezte el magát a természettudományok kutatása mellett.
1653-ban John Wilkins meghívta az oxfordi egyetemre. Ott Wilkins ifjú pártfogoltját Hooke-ot alkalmazta asszisztensként. Hooke segítségével kitűnő légszivattyút szerkesztett (1659). Elsőként fedezte fel, illetve publikálta (1662), hogy a gázok térfogata fordítottan arányos a rájuk ható nyomással (ez az általános gáztörvény egy speciális esete, az ún. Boyle–Mariotte-törvény). Elsőként állított elő hidrogéngázt, 1671-ben. Boyle foszforról szóló leírásához 200 évig nem tudtak újat tenni. Ő alkotta meg a sav-bázis koncepciót és a modern laboratóriumi kísérletezés alapjait. Boyle londoni laboratóriuma volt az első tudományos kutatóintézet.

## Munkássága
Munkássága az alkimistáktól Nobelhez és a Nobel-díjas kémikusok felé vezetett. Így vallott erről a kémiai Nobel-díjas Oláh György Életem és a mágikus kémia – Egy Nobel-díjas önéletrajzi gondolatai címmel a Nobel Centenáriumra megjelent művében:

„A kémia tulajdonképpen a tizenhetedik században vált önálló tudománnyá, elsősorban Robert Boyle munkásságának köszönhetően, aki igen sokat tett azért, hogy eloszlassa a kémiát valami kétséges áltudománynak tekintő nézeteket. Boyle A kételkedő kémikus című könyvében a kísérleti megfigyelés és a kémiai reakciók kvantitatív módszerekkel történő tanulmányozásának fontosságát hangsúlyozza. Legmaradandóbbak az égéssel és a kalcinálással kapcsolatos úttörő jelentőségű kísérletei, valamint az a megállapítása, hogy a gáz térfogata fordítottan arányos a gáz nyomásával.”